# Apolecta
Apolecta är ett släkte av skalbaggar. Apolecta ingår i familjen plattnosbaggar.

## Dottertaxa tillApolecta, i alfabetisk ordning[1]
- Apolecta andrewesi
- Apolecta aspericollis
- Apolecta cleora
- Apolecta crux
- Apolecta decorata
- Apolecta depressipennis
- Apolecta dilopha
- Apolecta diversa
- Apolecta enganensis
- Apolecta fasciata
- Apolecta filicornis
- Apolecta fucata
- Apolecta gemina
- Apolecta gracillima
- Apolecta guttifera
- Apolecta javana
- Apolecta javanica
- Apolecta latipennis
- Apolecta lewisi
- Apolecta maculata
- Apolecta malayana
- Apolecta melampus
- Apolecta nietneri
- Apolecta papuana
- Apolecta paraplesia
- Apolecta pardalina
- Apolecta parvula
- Apolecta puncticollis
- Apolecta samarana
- Apolecta suda
- Apolecta tonkiniana
- Apolecta toxopei
- Apolecta transversa
- Apolecta vicina
- Apolecta virgata